# Francisco Heylan

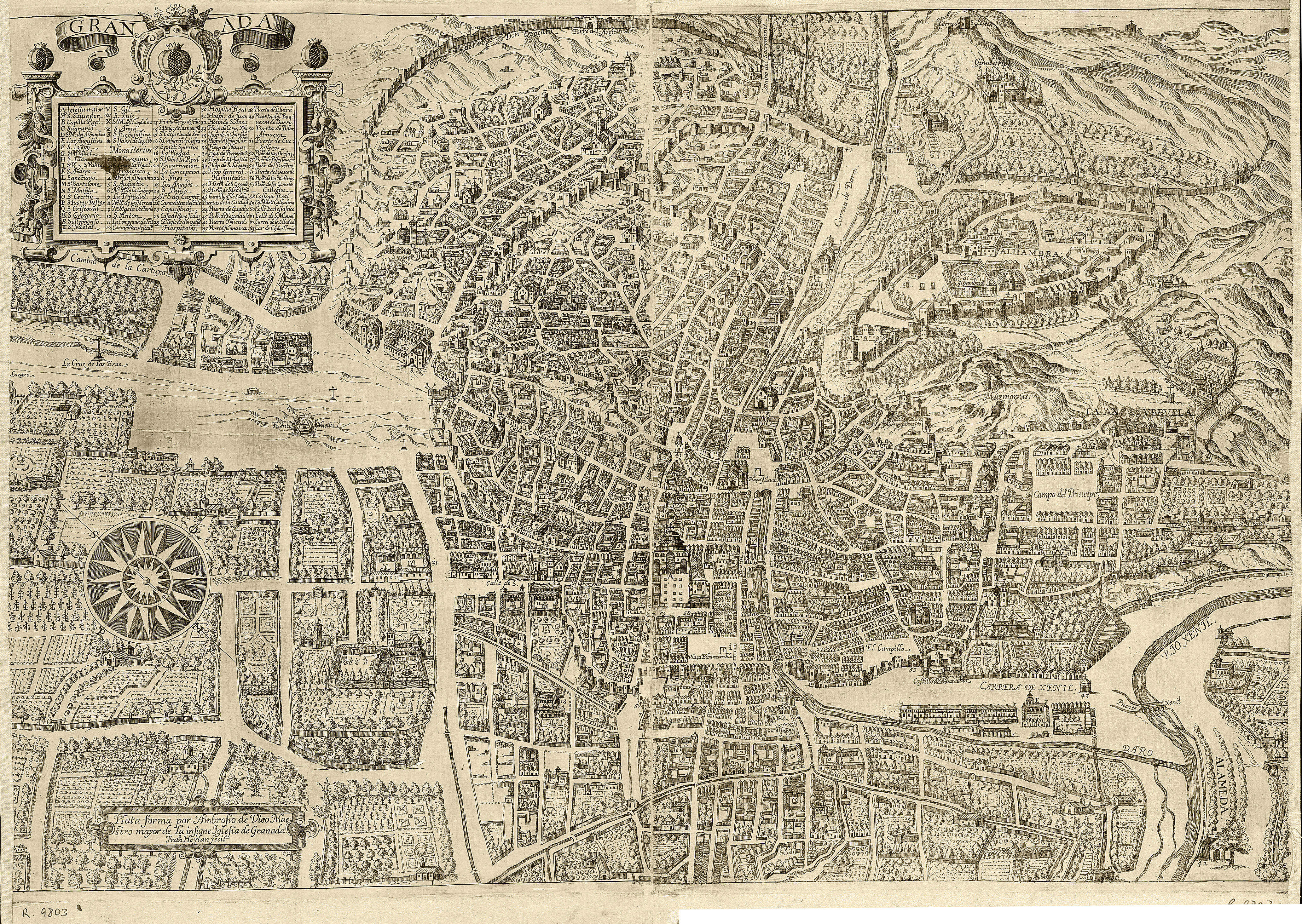
Plataforma de Vico, grabado de Francisco Heylan realizado hacia 1612.

Francisco Heylan (Amberes, c. 1584-Granada, c. 1635) fue un grabador e impresor de libros flamenco que desarrolló la mayor parte de su actividad en Andalucía durante la primera mitad del siglo XVII.

## Biografía y obra
Hijo de Bernardo Heylan y de Ana Guillermo, nació en Amberes hacia 1584, ciudad en la que también se formó como grabador y tipógrafo.
Sus primeros trabajos se datan en 1608 en Sevilla, donde debió de llegar alrededor de 1606 junto a su hermano Bernardo, menor que él, que también se dedicó al arte del grabado. En Sevilla desarrolló una importante actividad abriendo al buril planchas con retratos de varios personajes, entre ellos el padre Orozco y fray Pablo de Santamaría, sobre dibujos de Francisco Pacheco, y el de Francisco Mosquera de Barnuevo, así como portadas para los libros La Numantina de este último autor; Clypeus Concionatorum verbi Dei, de Fernando de Escalante; y Teatro de las religiones, de fray Pedro de Valderrama.
Tras permanecer unos años en Sevilla se trasladó a Granada en 1611, donde la técnica del grabado tenía escasa tradición, iniciada poco antes por el platero Alberto Fernández. Este cambio de residencia se ha relacionado con el encargo que le hizo Justino Antolínez, provisor del arzobispo Pedro de Castro, para la ilustración de su Historia eclesiástica de Granada. El nombramiento de Pedro González de Mendoza como arzobispo de Granada, en sustitución de Pedro de Castro, y la presencia en Granada de la Real Chancillería pudieron influir en su decisión de permanecer en la ciudad.
Se estableció en el Albaicín, dentro de la parroquia del Salvador, y poco más tarde contrajo matrimonio, según las fuentes, con Ana de la Paz de Hurtado Estébanez o Ana de Godoy, natural de Granada, el 29 de octubre de 1612. Su hermano Bernado comenzó ese mismo año a trabajar junto a él como aprendiz, residiendo igualmente en su casa. Se sabe que uno de los lugares donde Heylan tuvo instalado su taller fue en la calle del Agua del mismo barrio granadino. Viudo en 1625, con tres hijas pequeñas a su cargo, contrajo segundas nupcias en junio de 1629 con Catalina Juares.

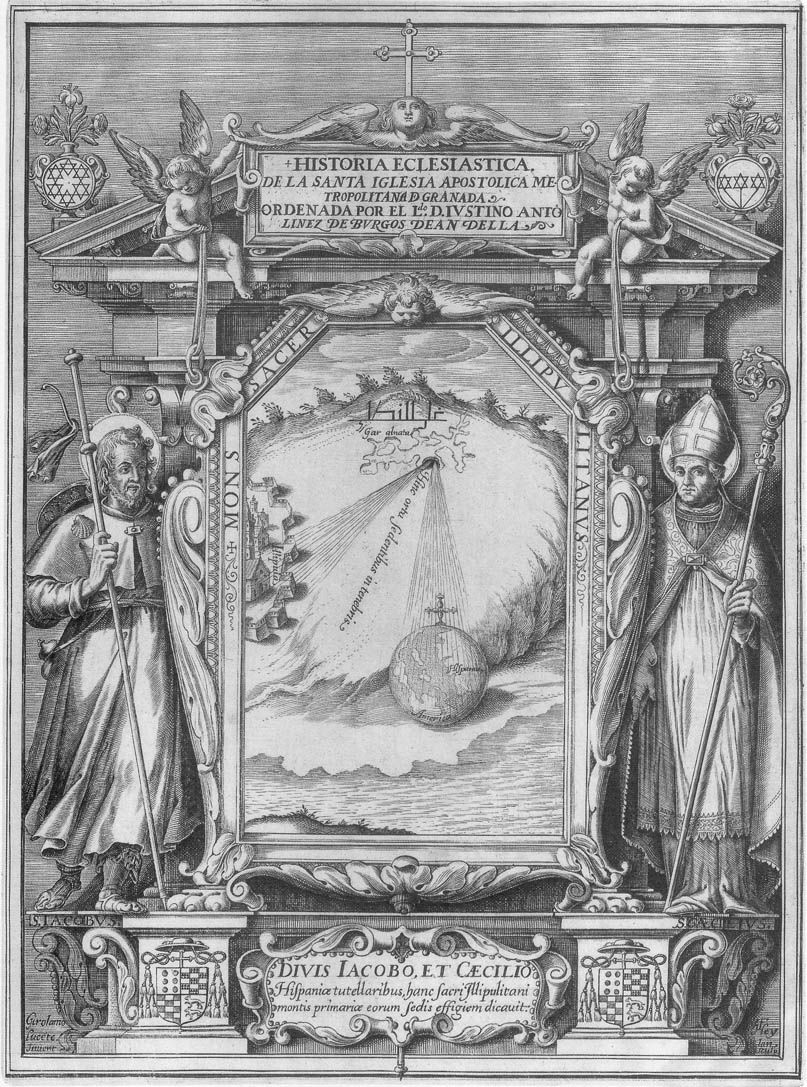
Portada de la Historia eclesiástica de Granada de Justino Antolínez de Burgos, grabada por Francisco Heylan.

Prácticamente hasta su muerte, desarrolló una intensa actividad como grabador e impresor, abriendo en cobre más de ciento cuarenta planchas según dibujos de Girolamo Lucenti, Baltasar Antonio, Ambrosio de Vico y otros autores. Entre las láminas grabadas por Heylan en Granada destacan  las veintiocho de tamaño folio y cuatro de gran formato destinadas a ilustrar la Historia eclesiástica de Granada de Justino Antolínez, buriles en los que trabajó de 1612 a 1624 y que quedarían sin publicar al suspenderse la impresión de la Historia eclesiástica, en la que se defendía la autenticidad de los llamados plomos del Sacromonte. Mayor fama le darían por ello la Plataforma de Vico y las setenta y cinco láminas de 62 x 62 mm representado a obispos y arzobispos de Granada para ilustrar la Historia del Monte Celia de Nuestra Señora de la Salceda de Pedro González de Mendoza, publicada en 1616. Sin interrumpir su trabajo como grabador, a partir de 1617 se ocupó también de la impresión de libros, llevando a cabo, él solo o en colaboración con otros colegas, un elevado número de ediciones (22 solo el año 1626), entre las que se pueden destacar Nacimiento y criança de D.ª Ysabel de Ávalos en 1629 y las Constituciones sinodales de Alcalá la Real en 1625, esta última como impresor de la Real Chancillería, cargo que ostentó desde 1625 hasta 1630, por lo menos. En 1633 cesó su actividad como impresor, pasando todos sus útiles a Juan Serrano de Vargas, a quien se los tenía arrendados. De 1633 es también la última lámina abierta por Heylan: la portada de la tercera parte de los comentarios de la Summa Theologica de santo Tomás de Aquino editada por Diego Granado, con las imágenes de los santos Ignacio de Loyola y Francisco de Borja. Aunque se le había creído muerto en 1650, en 1636 las hijas menores puestas bajo la tutela de Ana, la mayor, y de Juan Mayor, hicieron un intento de entrar religiosas agustinas.
Buena prueba del éxito profesional es el hecho de que hacia 1623 asumiera el patronato de un convento de beguinas en Amberes, actuación con la que también podía pretender el reconocimiento como hijodalgo. Fue el iniciador de una dinastía de grabadores en Granada, continuada por  Bernardo Heylan, su hermano; Ana Heylan, su hija mayor, bautizada el 7 de julio de 1615 en la parroquia de San Juan de los Reyes, y Joseph Heylan, hijo de Bernardo, considerado de escaso relieve y cuya única obra conocida es un escudo del arzobispo Diego Escolano y Ledesma grabado al aguafuerte en 1668.